# Guadeloupeöverenskommelsen

Guadeloupe.

Guadeloupeöverenskommelsen slöts i Stockholm den 3 mars 1813 mellan Sverige och Storbritannien. 
Storbritannien lovade att stödja Sveriges förvärv av Norge från Danmark. Sverige fick 1 milj pund och Storbritannien överlät åt Karl XIII och hans efterträdare sina rättigheter till den västindiska ön Guadeloupe som britterna hade erövrat av Frankrike. I utbyte fick britterna upprätta handelskontor i Göteborg, Karlshamn och Stralsund (svenskt på den tiden). Vid freden i Paris den 30 maj år 1814 fick Frankrike tillbaka Guadeloupe.